# Mya Hollingshed
Mya Hollingshed (Houston, 29 ottobre 1999) è una cestista statunitense con cittadinanza portoricana.

## Carriera
È stata selezionata dalle Las Vegas Aces al primo giro del Draft WNBA 2022 (8ª scelta assoluta).
Con Porto Rico ha disputato i Campionati mondiali del 2022.